# Liste des gouverneurs coloniaux de la Louisiane française
Liste des gouverneurs  de la Louisiane française, depuis sa fondation par les premiers colons français et canadiens français venus s’installer dans cette région de la Nouvelle-France dès la fin du XVIIe siècle jusqu’à la vente de la Louisiane en 1803 par Napoléon Ier aux États-Unis. Ces gouverneurs dépendent du gouverneur-général de la Nouvelle-France, mais la large distance entre La Nouvelle-Orléans et Québec permet aux gouverneurs de la Louisiane française d'avoir une certaine autonomie.
En réalité, le titre de gouverneur n'a pas toujours été porté par les représentants du royaume en Louisiane. Le Moyne de Bienville a dirigé la colonie à quatre reprises avec celui de commandant général, avant de recevoir le titre de gouverneur en 1732.
Pour les gouverneurs nommés après la vente de la Louisiane aux États-Unis, voir la liste des gouverneurs de Louisiane.

## Période française

Pavillon royal de Louis XIV

| N°. | Gouverneur                                    | Gouverneur                                  | Prise de fonction | Fin de fonction | Capitale coloniale                                  |
| --- | --------------------------------------------- | ------------------------------------------- | ----------------- | --------------- | --------------------------------------------------- |
| 1   | Sauvolle de la Villantry                      |                                             | 1699              | 1701            | Fort Maurepas                                       |
| 2   | Jean-Baptiste Le Moyne de Bienville           |                                             | 1701              | 1707            | Fort Maurepas & Fort Louis de la Mobile (Mobile)    |
| 3   | Nicolas Daneau de Muy                         | (Mort en mer avant d'accoster en Louisiane) | 1707              | 1708            | Fort Louis de la Mobile (Mobile)                    |
| 4   | Jean-Baptiste Le Moyne de Bienville           |                                             | 1708              | 1713            | Fort Maurepas & Fort Louis de la Mobile (Mobile)    |
| 5   | Antoine Laumet de La Mothe, sieur de Cadillac |                                             | 1713              | 1716            | Fort Condé (Mobile)                                 |
| 6   | Jean-Baptiste Le Moyne de Bienville           |                                             | 1716              | 1717            | Fort Condé (Mobile)                                 |
| 7   | Jean-Michel de Lépinay                        |                                             | 1717              | 1718            | Fort Condé (Mobile)                                 |
| 8   | Jean-Baptiste Le Moyne de Bienville           |                                             | 1718              | 1724            | Fort Condé Fort Maurepas Biloxi La Nouvelle-Orléans |
| 9   | Pierre Dugué de Boisbriant                    |                                             | 1724              | 1726            | La Nouvelle-Orléans                                 |
| 10  | Étienne de Perier                             |                                             | 1726              | 1733            | La Nouvelle-Orléans                                 |
| 11  | Jean-Baptiste Le Moyne de Bienville           |                                             | 1733              | 1743            | La Nouvelle-Orléans                                 |
| 12  | Pierre de Rigaud de Vaudreuil                 |                                             | 1743              | 1753            | La Nouvelle-Orléans                                 |
| 13  | Louis Billouart de Kerlerec                   |                                             | 1753              | 1763            | La Nouvelle-Orléans                                 |
| 14  | Jean-Jacques Blaise d'Abbadie                 |                                             | 1763              | 1765            | La Nouvelle-Orléans                                 |
| 15  | Charles Philippe Aubry                        |                                             | 1765              | 1766            | La Nouvelle-Orléans                                 |

## Période espagnole

Bannière de la Nouvelle-Espagne

| N°. | Gouverneur | Gouverneur | Prise de fonction | Fin de fonction | Capitale coloniale  |
| --- | --- | ---------- | ----------------- | --------------- | ------------------- |
| 1   | Antonio de Ulloa                                                                                                 |            | 1766              | 1768            | La Nouvelle-Orléans |
| 2   | Charles Philippe Aubry                                                                                           |            | 1768              | 1769            | La Nouvelle-Orléans |
| 3   | Alejandro O'Reilly                                                                                               |            | 1769              | 1769            | La Nouvelle-Orléans |
| 4   | Luis de Unzaga y Amézaga                                                                                         |            | 1770              | 1777            | La Nouvelle-Orléans |
| 5   | Bernardo de Gálvez                                                                                               |            | 1777              | 1785            | La Nouvelle-Orléans |
| 6   | Esteban Rodríguez Miró                                                                                           |            | 1785              | 1791            | La Nouvelle-Orléans |
| 7   | Francisco Luis Hector de Carondelet                                                                              |            | 1791              | 1797            | La Nouvelle-Orléans |
| 8   | Manuel Gayoso de Lemos                                                                                           |            | 1797              | 1799            | La Nouvelle-Orléans |
| 9   | Marquis de Casa Calvo (intérim) Francisco Bouligny (gouverneur militaire) Nicolas Marie Vidal (gouverneur civil) |            | 1799              | 1801            | La Nouvelle-Orléans |
| 10  | Juan Manuel de Salcedo                                                                                           |            | 1801              | 1803            | La Nouvelle-Orléans |

## Seconde période française

Drapeau de la France

| N°. | Gouverneur                | Gouverneur | Prise de fonction | Fin de fonction | Capitale coloniale  |
| --- | ------------------------- | ---------- | ----------------- | --------------- | ------------------- |
| 14  | Pierre-Clément de Laussat |            | 1803              | 1803            | La Nouvelle-Orléans |